# Спортивна медицина
Спорти́вна медици́на — прикладна галузь медико-біологічної науки, що вивчає вплив на організм людини засобів фізичної культури і спорту; розробляє та обґрунтовує раціональну методику фізичних вправ і спортивного тренування з метою всебічного гармонійного розвитку, зміцнення здоров'я і підвищення працездатності людини та займається профілактикою, лікуваннями та відновленням спортивних травм і патологій. 
В більшості зарубіжних країн поняття спортивна медицина об'єднує всі медико-біологічні науки, які вивчають проблеми фізичної культури і спорту.

## Предмет
Спортивна медицина спрямовує свої зусилля на:
- медико-біологічну підготовку спортсменів до змагань
- лікарський контроль за масовою фізичною культурою

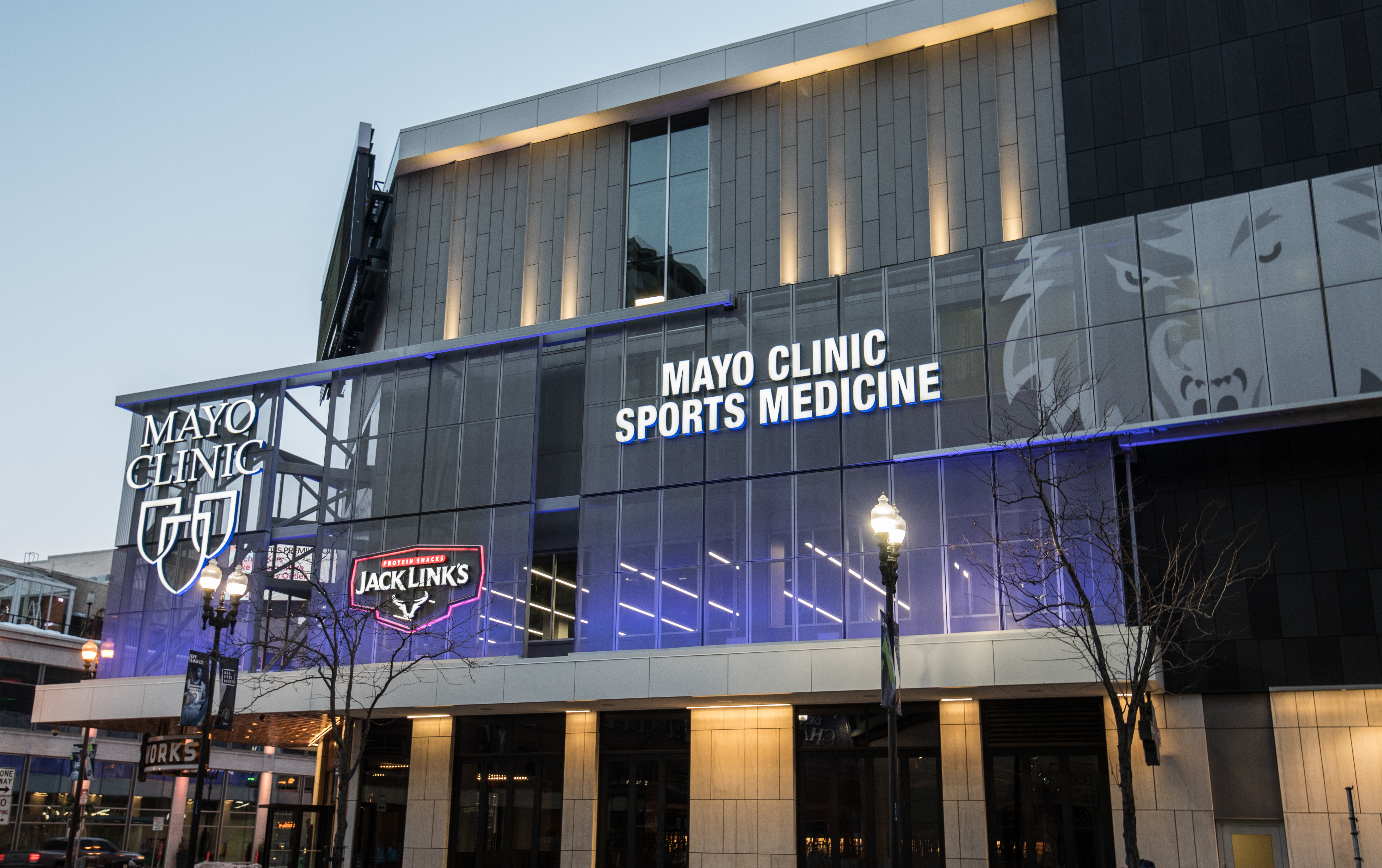
Клініка Спортивної медицини Майо

## Задачі
- Лікарський контроль за спортсменами;
- Функціональный контроль;
- Функціональна реабілітація спортсменів і підвищення спортивної працездатності[1];
- Терапія соматичних захворювань спортсменів;
- Спортивна травматологія;
- Медична реабілітація спортсменів;
- Невідкладна медична допомога у спорті;
- Гігієна спорту;
- Служба допінг-контролю

### Книги
- Спортивна медицина: підручник / Л.Я.-Г. Шахліна, Б.Г. Коган, Т.О. Терещенко та ін.; за ред. Л.Я.-Г. Шахліної. – Вид. 2-е, без змін. – Київ: Олімпійська література, 2019. – 424 с. – ISBN 617-7492-04-6.
- Спортивна медицина: підручник для студентів і лікарів. / за ред. В. М. Сокрута. — Донецьк: Каштан, 2013. — 472 с. ISBN 978-966-427-320-3
- Спортивна медицина: навч. посіб. / М. Ф. Хорошуха, О. О. Приймаков; М-во освіти і науки України, Нац. пед. ун-т ім. М. П. Драгоманова. − К., 2009. − 308 с.: іл. − Бібліогр.: с. 302−308 (101 назва). − ISBN 978-966-660-491-3.
- Спортивна травматологія: навч. посіб. / В. М. Левенець, Я. В. Лінько. − Київ.: Олімп. л-ра, 2008. − 215 с.: іл. − Бібліогр.: с. 208−215 (понад 100 назв). − ISBN 966-8708-02-4.
- Граевская Н.Д., Долматова Т.И. Спортивная медицина: Курс лекций и практические занятия. Учебное пособие. В 2-х частях. Часть 1.— М.: Советский спорт, 2004. — 304 с.
- Textbook of sports medicine: basic science and clinical aspects of sports injury and physical activity. / Kjaer, Michael (2003). — Malden, Mass.: Blackwell Science. ISBN 978-1-4051-4057-7
- Netter's sports medicine (3rd edition). / Madden, Christopher C.; Putukian, Margot; McCarty, Eric C.; Young, Craig C.; Netter, Frank H.; Machado, Carlos A. G.; Craig, John A.; Marzejon, Kristen Wienandt та ін. (2023). Philadelphia, PA. ISBN 978-0-323-79670-5.
- Harrast, Mark A.; Finnoff, Jonathan T. (2022). Sports medicine: study guide and review for boards (3rd edition). New York, NY. ISBN 978-0-8261-8239-5.
- De Luigi, Arthur Jason (2018). Adaptive sports medicine: a clinical guide. Cham. ISBN 978-3-319-56568-2.

### Журнали
- Medicine and Science in Sports and Exercise
- American Journal of Sports Medicine
- Sports Medicine
- British Journal of Sports Medicine
- International Journal of Sports Medicine
- Clinics in Sports Medicine
- Journal of Sports Science and Medicine
- Sports Medicine and Arthroscopy Review
- Orthopedic Journal of Sports Medicine
- Operative Techniques in Sports Medicine